# وایدنباخ (بایرن)
وایدنباخ (به آلمانی: Weidenbach) یک شهر در آلمان است که در آنسباخ واقع شده‌است.